# Osing (Ethnie)
Die Osing sind eine ethnische Gemeinschaft, die sich als Nachkommen der Blambangan verstehen, der letzten hinduistischen Majapahit-Prinzen, die sich im 16. Jahrhundert weigerten, zum Islam zu konvertieren und nach Ostjava, Bali und Lombok flohen.
Heute leben noch etwa 500.000 Angehörige der Osing verstreut in Indonesien. Ihr Zentrum ist die Stadt Banyuwangi in Ostjava. Sie sprechen einen javanischen Dialekt, der Einflüsse der balinesischen Sprache aufweist.

## Religion und Kultur
Heute sind etwa 75 Prozent der Osing Muslime, die meisten davon gehören zu den Abangan und haben ähnlich wie die Balinesen eine stark vom Hinduismus beeinflusste Kultur.
Es ist nicht ungewöhnlich in Banyuwangi, dass Hindu-Tempel und Moscheen nebeneinander stehen. Durch niederländische Missionierung Anfang des 20. Jahrhunderts sind heute etwa 40.000 Osing katholische oder evangelische Christen geworden. Viele haben daneben hinduistische oder muslimische Glaubensvorstellungen in ihre Religion aufgenommen.